# Mehedin Përgjegjaj
Mehedin Hassan Përgjegjaj (Künstlername: Meda; * 15. Juni 1980 in Hajvalia, SFR Jugoslawien, heute Kosovo) ist ein kosovarischer Sänger.

## Leben
Mehedin Përgjegjaj kommt aus einer musikalisch aktiven Familie. Sein Vater war auch Musiker und ist Produzent beim Musiklabel Dukagjini. Anfang der 1990er-Jahre wanderte Meda aufgrund der serbischen Besatzung und des damaligen Krieges mit seiner Familie nach Deutschland aus.

## Musikstil
Sein Musikstil orientiert sich stark an Tallava und seine Lieder handeln meist von der Liebe. Vor allem ist er durch seine Disko- und Strandkonzerte sowie durch Auftritte in der albanischen Diaspora bekannt geworden.

## Diskografie

### Veröffentlichungen
- 2004: Hajde me mu
- 2005: Ah dashni
- 2006: Pendohu
- 2007: Mollë e ndaluar
- 2008: As kafe as llafe
- 2009: Kur e don, e don
- 2010: Mos gabo
- 2011: Lamtumirë
- 2012: O marak
- 2013: Llokum
- 2014: Ai Plumb...
- 2015: Hallall
- 2017: Happy
- 2018: Puthem
- 2018: Ni selam
- 2018: Stres
- 2018: Badihava
- 2018: Urime Urime
- 2018: Ja un ja ti
- 2018: Njo po njo
- 2018: Falem
- 2018: Inshallah
- 2019: Osa mirë
- 2019: Sillet Sillet
- 2019: Ja per ty ja per kon
- 2019: E kalojë
- 2019: O sheqer
- 2019: Ajena asjena
- 2019: Pristinalike
- 2020: Krejt krejt
- 2020: Perhajer
- 2020: Vakt o Vakt
- 2020: Film
- 2020: President Rugova
- 2020: Edu
- 2020: Bela
- 2020: Bye Bye
- 2020: Na Na
- 2020: Zojë
- 2020: Funny
- 2020: Je Flori

### Kollaborationen
- 2009: Verë e Nxehtë (mit Tuna & Ghetto Geasy)
- 2013: Kuq E Zi (mit Sinan Hoxha & Seldi Qalliu)
- 2018: 1 per krejt (mit MC Beka)
- 2019: Potpuri (mit Sinan Vllasaliu & NRG Band)
- 2020: 2 Minuta (mit Sinan Vllasaliu)
- 2021: Malli i gurbetqarit (mit Sinan Hoxha)
- 2021: Nese Don (mit Belah)